# كينيتشيرو توكورا
كينيتشيرو توكورا (باليابانية: 戸倉 健一郎) (31 مايو 1971 في كاناغاوا في اليابان – )؛ هو لاعب كرة قدم ياباني سابق كان يلعب كمدافع.

## وصلات خارجية
- كينيتشيرو توكورا على موقع رابطة كرة القدم اليابانية للمحترفين (اليابانية)
- كينيتشيرو توكورا على موقع عالم كرة القدم.نت (الإنجليزية)